# Hugo Mallo
Hugo Mallo Novegil (* 22. Juni 1991 in Marín) ist ein spanischer Fußballspieler, der seit August 2024 für den griechischen Erstligisten Aris F.C. aufläuft. Er spielt hauptsächlich auf der Position des rechten Außenverteidigers.

## Karriere

### Verein
In seiner Jugend spielte Mallo für die Mannschaften EF Porvir, FC Pontevedra und Celta Vigo. Nach zehn Jahren in der Jugendabteilung von Celta Vigo stieg er zur Saison 2009/10 in die erste Mannschaft, welche zu dieser Zeit in der Segunda División spielt, auf und dürfte sein Profidebüt am 29. August 2009 bei der 1:2-Niederlage am 1. Spieltag gegen CD Numancia geben.
In seiner zweiten Saison für Celta Vigo konnte Mallo beim 2:2-Unentschieden im 8. Saisonspiel gegen FC Villarreal B seine Tor-Premiere feiern, als er zur zwischenzeitlichen 1:2-Führung traf. In der darauffolgenden Saison kam er insgesamt auf 34 Spiele in der Liga und hatte damit einen Anteil an den Aufstieg in die Primera División als Tabellenzweiter. Sein Debüt in der Primera División gab er am 18. August 2012 bei der 0:1-Niederlage im ersten Saisonspiel gegen den FC Málaga. Sein 100. Ligaspiel für Celta Vigo absolvierte Mallo beim 1:1-Unentschieden im 14. Ligaspiel gegen Levante UD am 2. Dezember 2012. Bei der 0:4-Niederlage im Rückspiel der Copa del Ray am 9. Januar 2013 riss sich Mano ohne Einwirkung durch einen Gegenspieler das Kreuzband seines linken Knies und fiel für den Rest der Saison aus.
Am 15. August 2023 unterschrieb er beim SC Internacional in der brasilianischen Série-A-Meisterschaft.

### Nationalmannschaft
Für die spanischen Junioren-Nationalmannschaften absolvierte Mallo 12 Spiele. In der U-19-Nationalmannschaft spielte er drei Spiele, in der U-20 sechs Spiele und in der U-21 drei. Unter Trainer Julen Lopetegui debütierte Mallo für die U-20-Nationalmannschaft und für die U-21-Nationalmannschaft gab er am 1. September 2011 unter Luis Milla sein Debüt beim 7:2-Erfolg gegen Georgien.

## Erfolge
- Aufstieg in die Primera División 2012 mit Celta Vigo